# Boris Markarov
Boris Vaganovitj Markarov (ryska: Борис Ваганович Маркаров), född 12 mars 1935 i Volchovstroj i Leningrad oblast, död 23 april 2023 i Sankt Petersburg, var en rysk vattenpolospelare som tävlade för Sovjetunionen. Han tog OS-brons 1956 med Sovjetunionens landslag. 
Markarov gjorde ett mål i den olympiska vattenpoloturneringen i Melbourne.